# Aralia cordata
Aralia cordata é uma espécie de Aralia. É conhecida como udo (em japonês:  独活) em japonês e também como "aspargo da montanha".

## Sinônimos
- Aralia edulis Siebold & Zucc.
- Aralia nudicaulis Blume [ilegítimo]
- Aralia nutans Franch. & Sav.
- Aralia taiwaniana Y.C.Liu & F.Y.Lu
- Dimorphanthus edulis (Siebold & Zucc.) Miq.

## Galeria

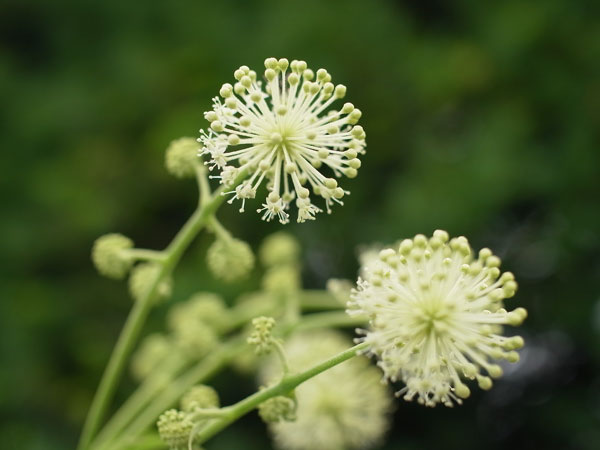
Flores
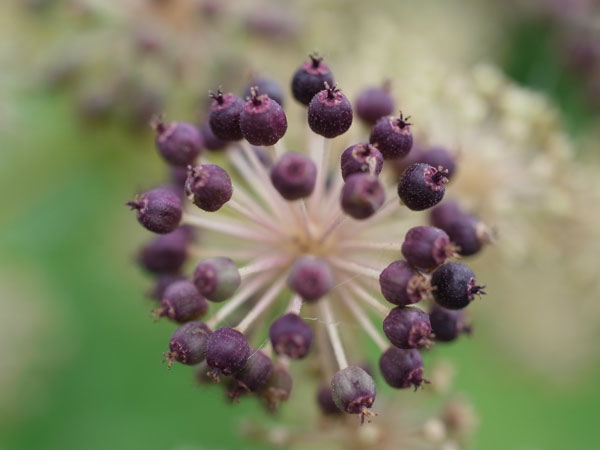
Frutos
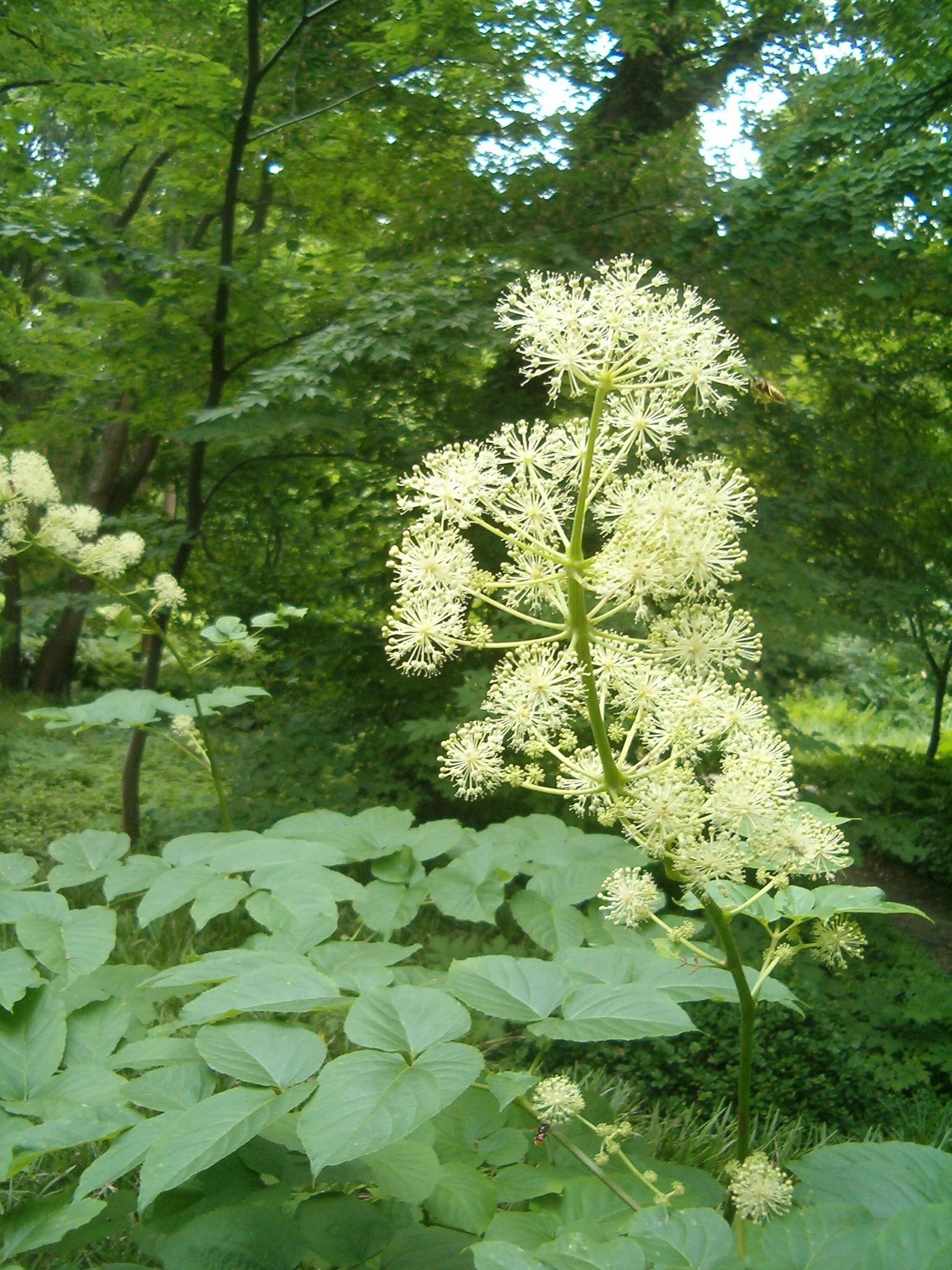